# Uvaria kirkii
Uvaria kirkii este o specie de plante angiosperme din genul Uvaria, familia Annonaceae, descrisă de Daniel Oliver și Joseph Dalton Hooker. A fost clasificată de IUCN ca specie cu risc scăzut. Conform Catalogue of Life specia Uvaria kirkii nu are subspecii cunoscute.